# Сніг
Сніг — тверді атмосферні опади у вигляді шестикутних пластинок чи призм з кристаликів льоду (сніжинок). Випадає сніг здебільшого з шарувато-дощових хмар. Сніжинки надзвичайно різноманітні за формою.

## Розміри

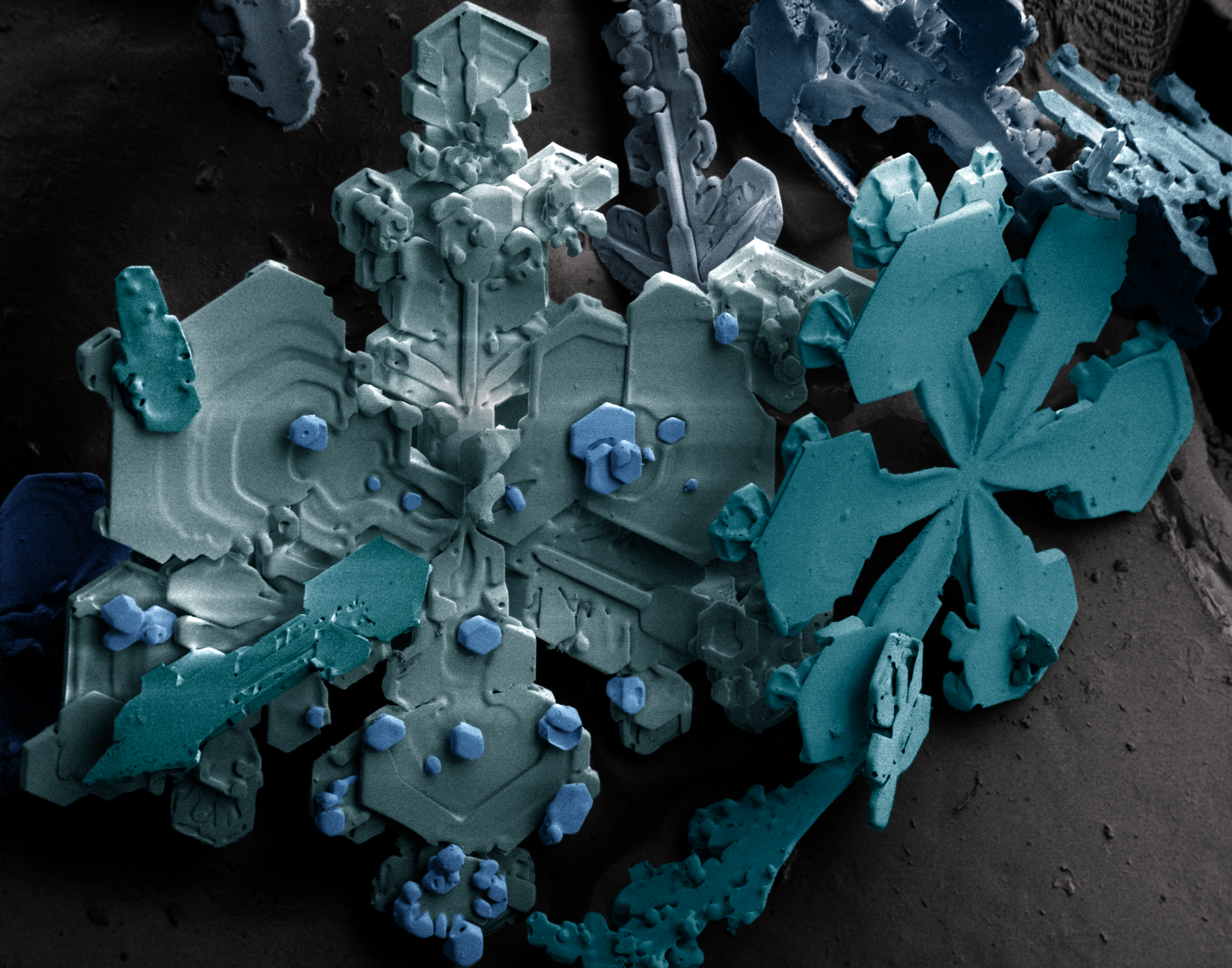
Сніжинки (СЕМ)

Діаметр сніжинок сягає від одного до декількох міліметрів. У безвітряну погоду і за температури близько 0 °C при зіткненні сніжинки можуть з'єднуватись у більші, діаметром декілька сантиметрів.

## Утворення
Сніг утворюється, коли мікроскопічні краплі води в хмарах притягуються і замерзають. Утворені кристалики льоду, що спочатку не перевищують 0,1 мм у діаметрі, падають і ростуть у результаті конденсації на них вологи з повітря. При цьому утворюються шестикутні кристалічні форми. Через структуру молекул води між променями кристала можливі кути тільки 60° і 120°. Основний кристал води має в площині форму правильного шестикутника. На вершинах такого шестикутника потім осідають нові кристали, на них наступні, і так утворюються різні форми сніжинок-зірочок.
У високих термальних колонах кристали неодноразово частково тануть і кристалізуються заново. Через це порушується регулярність кристалів і утворюються змішані форми. Кристалізація всіх шести променів відбувається одночасно у практично однакових умовах і тому форми окремих променів сніжинки виходять однаковими.

### Різноманіття форм снігу
Розроблена 1951 року Міжнародна класифікація вирізняла 10 основних типів сніжинок, в кожному з яких було виділено ще три додаткові варіанти форми (на малюнку). Зараз вважається, що існує щонайменше 130 різних форм сніжинок. Така велика кількість форм сніжних кристалів зумовлена складністю і різноманітністю умов утворення, рухом повітря, різною вологістю в хмарах, де вони зароджуються, і зміною цих умов на шляху сніжинки до поверхні землі. За час снігопаду форма падучих сніжинок може кілька разів змінюватися; тоді в шарі снігу одного снігопаду можна виявити вторинну шаруватість, пов'язану зі змінами сніжних кристалів, що випали.

### Мокрий сніг
Мо́крий сніг — сніг, що випадає за близьких до нуля додатних температурах повітря, коли сніжинки підтануть або коли разом зі снігом випадає дощ чи падає лапатий сніг.

### Щільність снігу
Щільність снігу — відношення об'єму води, який отримують з розтопленої певної проби снігу, взятої зі снігового покриву, до об'єму цієї проби снігу.
Густина зовсім свіжого снігу в холодну погоду становить 50-70 кг/м³, осілого 200—300 кг/м³, частково розтопленого і перемороженого 500—800 кг/м³.

## Сніг як погодне явище
Сніг є одним з неодмінних атрибутів зими. Попри те, що від'ємні зимові температури можливі й за відсутності снігу, одна з основних умов кліматичної зими — наявність стійкого (постійного) снігового покриву. У теплих регіонах планети (наприклад, на Аравійському півострові) таке погодне явище, як сніг, відсутнє або спостерігається тільки один раз на кілька десятиліть.
В Україні сніговий покрив встановлюється на більшій частині країни. У північно-східних районах, де клімат континентальніший, сніг зазвичай тримається довше, ніж на іншій території країни.

## Скрип (хрускіт) снігу

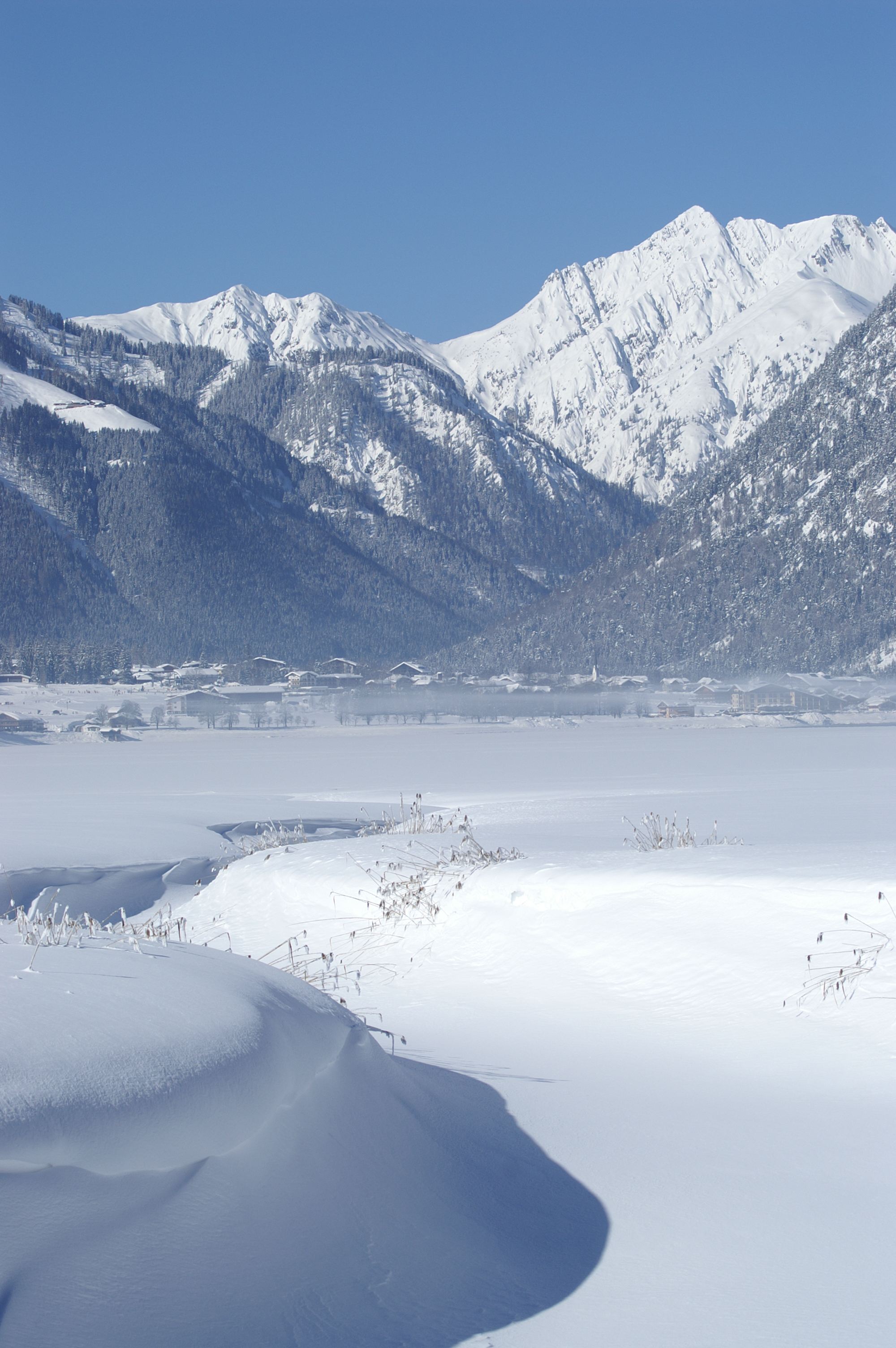
Сніговий покрив

При здавлюванні сніг видає звук, що нагадує скрип (хрускіт). Цей звук виникає при ходьбі по снігу, натисканні на свіжий сніг полозами саней, лижами, при ліпленні сніжок тощо]Скрип снігу чути за температури нижче −2° (за іншими даними, нижче −5°). За вищої від цієї температури скрип не чути.
Вважається, що є дві основні причини виникнення порипування снігу:
- ламання кристаликів снігу;
- ковзання, зміщення і тертя кристаликів снігу один до одного під тиском.

Основною причиною скрипу (хрускоту) снігу вважається перша.
В акустичному спектрі скрипу снігу є два максимуми: в діапазоні 250—400 Гц і 1000—1600 Гц. Характер вихідних звуків залежить від температури снігу. На початку XX ст. метеорологи навіть пропонували оцінювати температуру снігу за характером скрипу. Ломка крижаних бурульок і зламування льоду криголамом дають подібний розподіл частот (125—200 Гц і 1250—2000 Гц), проте у випадку льоду максимуми чіткіше виражені та відокремлені один від одного. Посилення морозів робить кристалики твердішими, одначе більш крихкими. У результаті цього зростає високочастотна складова (1000—1600 Гц) — скрип сухого морозного снігу. Якщо ж мороз слабшає і температура стає вищою від −6 °C, то високочастотний максимум згладжується, а потім майже повністю зникає.
Танення снігу впливає і на характер тертя сніжинок одна об одну: змочені кристалики видають звук, відмінний від звуку тертя сухих сніжинок, а за певної вищої температури сніг взагалі перестає скрипіти. Це пов'язано з тим, що за певної температури сніжинки при стисненні не стільки ламаються, скільки починають підтавати, енергія здавлювання витрачається не на злам кристаликів, а на танення сніжинок, виділена вода змочує сніжинки й замість сухого тертя виникає «ковзання сніжинок по змоченій поверхні».
На характер звуку впливає також форма сніжинок.
Скрип, подібний на скрип снігу, можна отримати, якщо стискати, наприклад, змішані сіль і цукор. Це використовували, зокрема, при озвучуванні фільму «Олександр Невський».

## Танення та сублімація

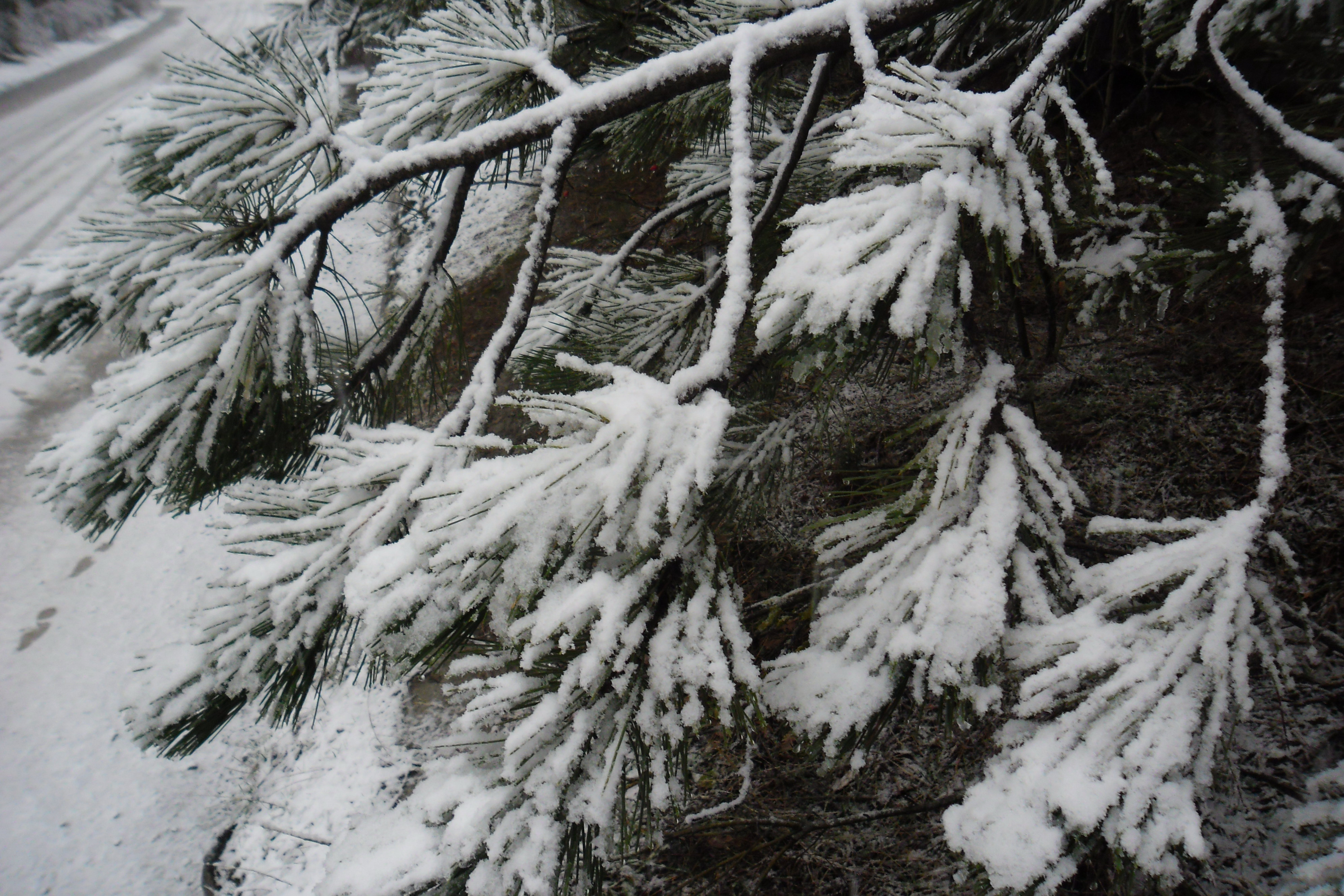
Мокрий сніг на сосні

У нормальних умовах сніг тане за температури повітря понад 0 °C. Проте в природі значні обсяги снігу випаровуються і за від'ємних температур, минаючи рідку фазу. Цей процес легко спостерігати самостійно. Такий перехід від твердого стану до газоподібного називається сублімацією. Особливо інтенсивно відбувається сублімація снігу під впливом сонячного світла, проте існують дослідження, які демонструють інтенсивне випаровування снігових частинок в результаті їхньої взаємодії під час перенесення снігу хурделицею.

## Вплив на рослини та тварини

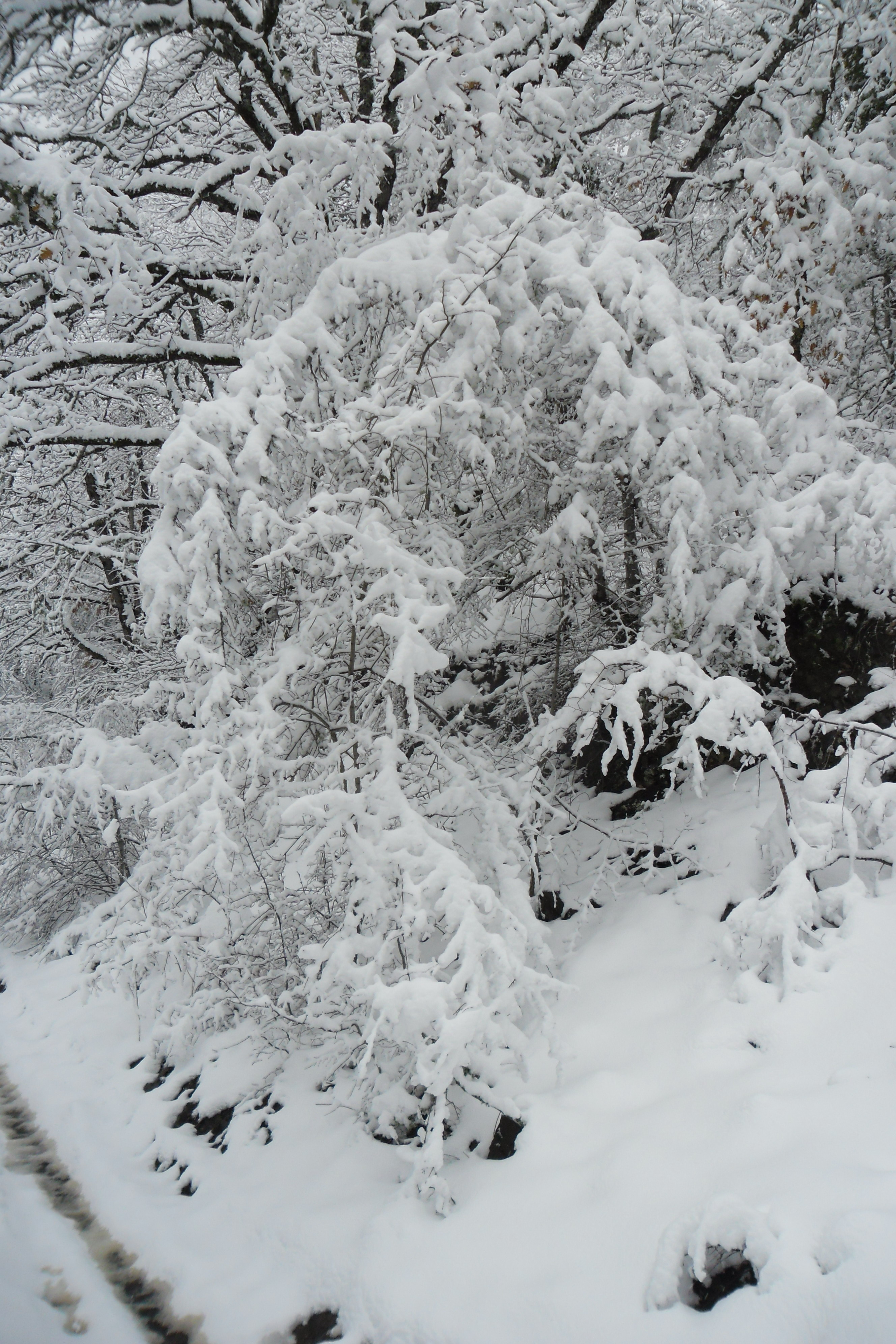
Сніг на деревах

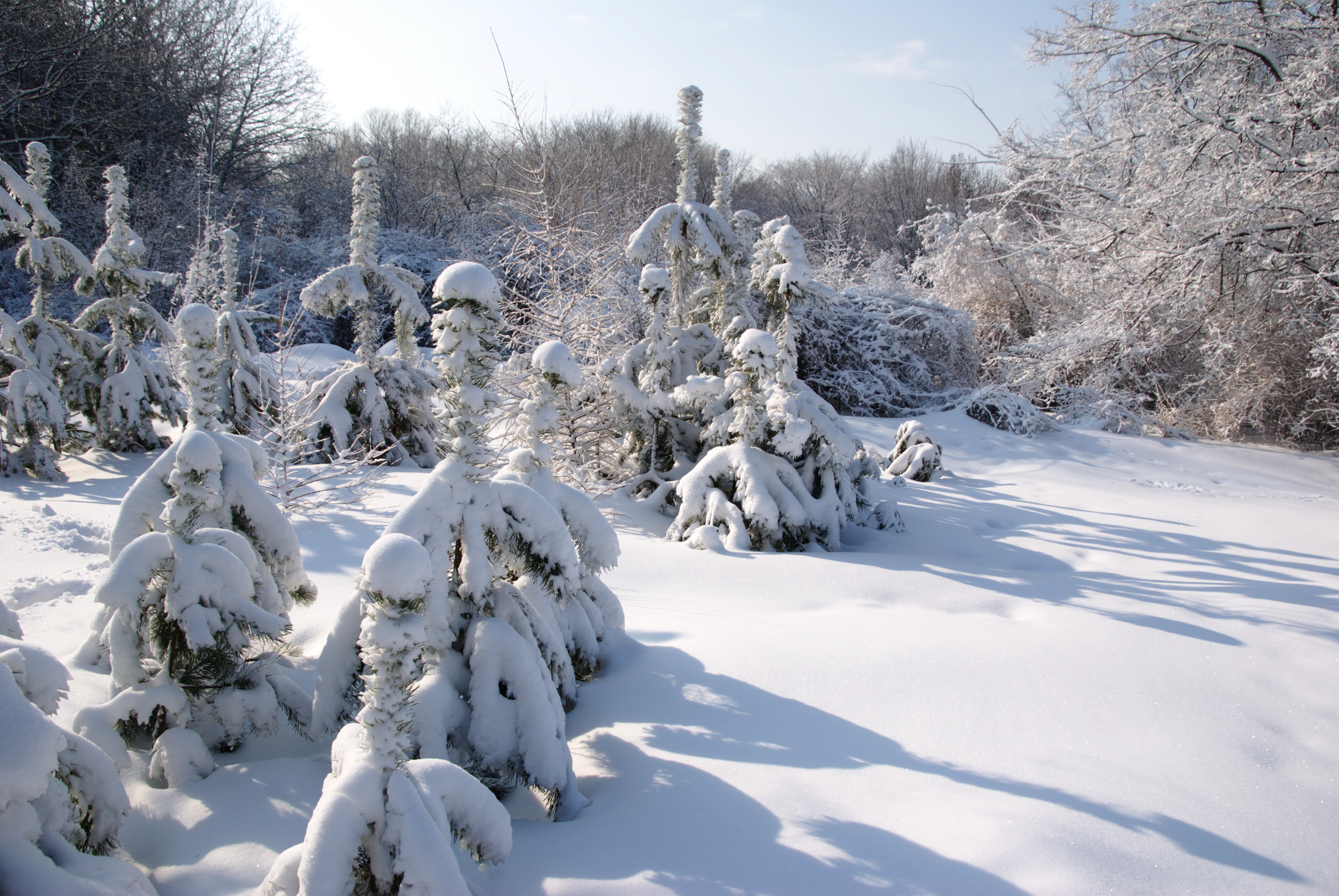
Сніг в ялинковому лісі

Рослини та тварини, що є ендеміками засніжених територій, виробляють способи адаптації. Серед адаптивних механізмів для рослин — хімічна адаптація до замерзання, спокій, сезонне відмирання, виживання насіння; а для тварин — сплячка, ізоляція, хімічна адаптація до замерзання, зберігання їжі, використання резервів зсередини тіла та скупчення для взаємного обігріву.

Сніг взаємодіє з рослинністю двома основними способами: рослинність може впливати на відкладення та утримання снігу і, навпаки, наявність снігу може впливати на розподіл і ріст рослинності. Гілки дерев, особливо хвойних, перехоплюють падаючий сніг і запобігають його накопиченню на землі. Сніг, що завис на деревах, знімається швидше, ніж той, що лежить на землі, через те, що він більше піддається впливу сонця та руху повітря. Дерева та інші рослини також можуть сприяти утриманню снігу на землі, який в іншому випадку був би здутий в інше місце або розтопився б під впливом сонця. Сніг впливає на рослинність кількома способами: наявність накопиченої води може сприяти росту, проте щорічний початок росту залежить від сходу снігового покриву для тих рослин, які поховані під ним. Крім того, лавини та ерозія від танення снігу можуть знищувати рослинність.

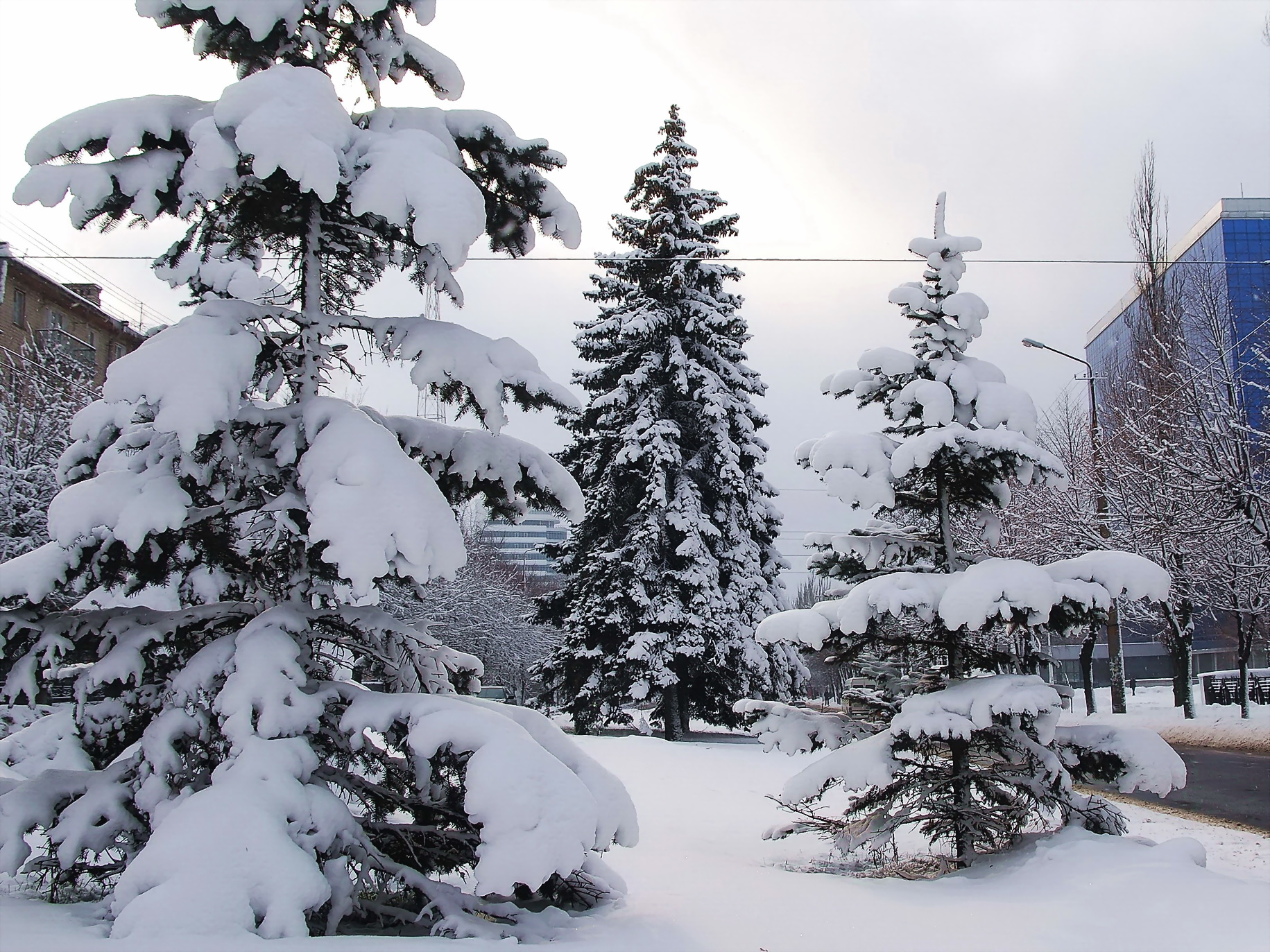
Сніг у м. Дніпро

Сніг підтримує різноманітність тварин як на поверхні, так і під нею. Багато безхребетних процвітають у снігу, зокрема павуки, оси, жуки, снігові скорпіони та веснянки. Такі членистоногі зазвичай активні при температурі до −5 °C (23 °F). Безхребетні поділяються на дві групи щодо виживання при мінусових температурах: морозостійкі та ті, що уникають замерзання, оскільки є чутливими до замерзання. Перша група може бути холодостійкою завдяки здатності виробляти антифриз у рідинах свого тіла, що дозволяє вижити при тривалому впливі низьких температур. Деякі організми взимку голодують, що призводить до виведення чутливого до заморозків вмісту з їхніх травних трактів. Здатність виживати в умовах відсутності кисню в льоду є додатковим механізмом виживання.
Під снігом активно живуть дрібні хребетні. Серед хребетних тварин альпійські саламандри активні під снігом при температурі до −8 °C (18 °F) ; навесні вони виходять на поверхню і відкладають яйця в талих водоймах. Серед ссавців ті, хто залишається активним, зазвичай менші за 250 грамів. Всеїдні частіше впадають у заціпеніння або впадають у сплячку, тоді як травоїдні тварини влаштовують під снігом схованки з їжею. Полівки запасають до 3 кілограмів їжі, а пискухи — до 20 кілограмів. Полівки також збираються у спільні гнізда, щоб скористатися теплом одна одної. На поверхні вовки, койоти, лисиці, рисі та ласки покладаються на цих підземних мешканців у пошуках їжі й часто пірнають у сніговий покрив, щоб знайти їх.

## Вплив на цивілізацію
Сніг регулярно впливає на цивілізацію в чотирьох основних сферах: транспорті, сільському господарстві, будівництві та спорті. Більшість видів транспорту гальмується через сніг на дорожньому покритті. Сільське господарство часто покладається на сніг як на джерело сезонної вологи. Споруди можуть руйнуватися під сніговим навантаженням. Люди знаходять у снігових районах найрізноманітніші види відпочинку. Це також впливає на ведення бойових дій.

### Транспорт
Сніг впливає на стан автомобільних доріг, аеродромів і залізниць. Снігоприбиральна машина є звичною для всіх спеціалістів, хоча на дорогах використовуються протиожеледні реагенти для запобігання зчеплення льоду, а на летовищах їх може не бути; на залізницях використовуються абразивні матеріали для зчеплення колій.

### Сільське господарство
Снігопад може бути корисним для сільського господарства, оскільки слугуютьтеплоізолятором, зберігаючи тепло Землі та захищаючи посіви від заморозків. Деякі сільськогосподарські території залежать від накопичення снігу протягом зими, який поступово тане навесні, забезпечуючи водою для росту сільськогосподарських культур, як безпосередньо, так і через стік через струмки й річки, які живлять зрошувальні канали. Нижче наведені приклади річок, які залежать від талої води з льодовиків або сезонного снігового покриву як важливої частини свого стоку, від якого залежить зрошення: Ганг, багато приток якого беруть початок у Гімалаях і забезпечують значну частину зрошення на північному сході Індії, річка Інд, яка бере початок у Тибеті і забезпечує Пакистан зрошувальною водою з тибетських льодовиків, що швидко відступають, та річка Колорадо, яка отримує більшу частину води з сезонного снігового покриву в Скелястих горах і забезпечує зрошенням близько 4 мільйони акрів (1,6 мільйона гектарів).

### Конструкції
Сніг є важливим фактором, що впливає на навантаження на конструкції. Для вирішення цієї проблеми європейські країни використовують Єврокод 1: Дії на конструкції — Частина 1-3: Загальні дії — Снігові навантаження. У Північній Америці настанови щодо снігових навантажень подаються в стандарті ASCE Minimum Design Loads for Buildings and Other Structures. Обидва стандарти використовують методи, які переводять максимальне очікуване навантаження від снігу на ґрунт у розрахункові навантаження на дахи.

### У будівництві

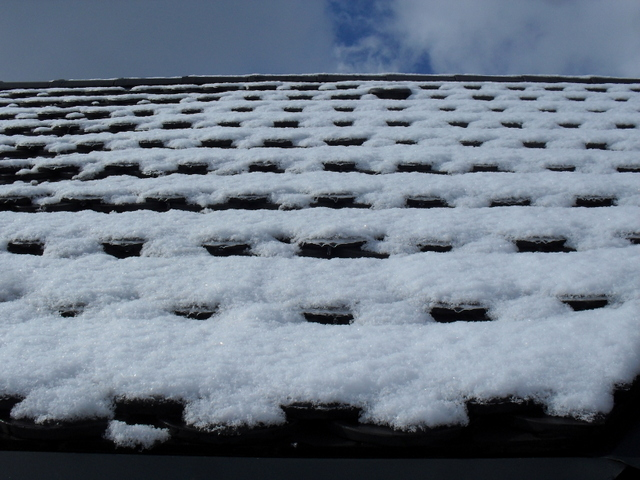
Сніг на даху

Сніг завдяки невисокій щільності є гарним теплоізоляційним матеріалом, і за відсутності інших матеріалів його використовують у будівництві іглу.
Сніг, особливо свіжий, — непоганий теплоізолятор. Його коефіцієнт теплопровідності — 0,1−0,15 Вт / (м * град) (на рівні хороших утеплювачів). Але зі злежуванням снігу цей коефіцієнт зростає.

#### Інженерні мережі
У районах, де є дерева, розподільчі лінії на стовпах менш схильні до снігових навантажень, ніж до ушкоджень від падіння на них дерев, повалених важким мокрим снігом. В інших місцях сніг може накопичуватися на лініях електропередачі у вигляді «рукавів» із крижаної кірки. Інженери проєктують такі навантаження, які вимірюються в кг/м, а енергетичні компанії мають системи прогнозування, що передбачають типи погоди, здатні спричинити такі нарости. Ожеледь можна видалити вручну або шляхом створення короткого замикання на ураженій ділянці лінії електропередачі, щоб розтопити нарости.

### Спорт і відпочинок
Сніг фігурує у багатьох зимових видах спорту та формах відпочинку, включаючи катання на лижах і санках. Поширеними прикладами є бігові лижі, гірські лижі, сноуборд, снігоступи і катання на снігоходах. Конструкція використовуваного спорядження, наприклад, лиж і сноубордів, зазвичай залежить від несучої здатності снігу, а також від коефіцієнту тертя, що виникає при ковзанні по снігу.
Гірські лижі — це, безумовно, наймасовіший вид зимового відпочинку. Станом на 1994 рік із приблизно 65–75 мільйонів лижників у світі приблизно 55 мільйонів займалися гірськолижним спортом, решта — біговими лижами. Приблизно 30 мільйонів лижників (усіх видів) були в Європі, 15 мільйонів в США і 14 мільйонів в Японії. Станом на 1996 рік налічувалося 4 500 гірськолижних районів, в яких працювало 26 000 підйомників і які відвідували 390 мільйонів лижників на рік. Переважним регіоном для катання на гірських лижах була Європа, за нею йшли Японія і США.
Все частіше гірськолижні курорти покладаються на снігоутворення — виробництво снігу шляхом подачі води й повітря під тиском через снігову гармату на ірськолижні схили. Снігоутворення в основному використовується для доповнення природного снігу на гірськолижних курортах. Це дозволяє підвищити надійність снігового покриву та продовжити гірськолижний сезон з пізньої осені до ранньої весни. Виробництво снігу вимагає низьких температур. Порогова температура для снігоутворення зростає зі зменшенням вологості. Як показник використовується температура по вологому термометру, оскільки вона враховує температуру повітря і відносну вологість. Снігоутворення є відносно дорогим процесом у споживанні енергії, що обмежує його використання.
Лижний віск покращує здатність лиж (або іншого бігового елемента) ковзати по снігу завдяки зниженню коефіцієнта тертя, який залежить від властивостей снігу і лиж і забезпечує оптимальну кількість змащення від танення снігу під час тертя з лижами — надто мало, і лижі взаємодіють із твердими кристалами снігу, забагато — і капілярне тяжіння талої води гальмує лижі. Перш ніж лижа почне ковзати, вона має подолати максимальне значення статичного тертя. Кінетичне (або динамічне) тертя виникає, коли лижа рухається по снігу.

### Війна
Сніг впливає на ведення бойових дій взимку, в альпійських умовах або у високих широтах. Основними факторами є погіршення видимості для виявлення цілей під час снігопаду, покращена видимість цілей на засніженому фоні для цілевказання, а також мобільність як механізованих, так і піхотних військ. Снігопад також може серйозно ускладнити матеріально-технічне забезпечення військ. Сніг також може забезпечити прикриття та захист від вогню зі стрілецької зброї. Відомі зимові військові кампанії, в яких сніг та інші фактори впливали на хід операцій:
- Французьке вторгнення в Росію, де через їзду на погано підкованих конях возам із провіантом було важко встигати за військами.[29] На цю кампанію також сильно вплинули холоди, внаслідок чого армія, що відступала, досягла річки Німан у грудні 1812 року, маючи у своєму складі лише 10 000 осіб із 420 000, які вирушили в Росію в червні того ж року.[30]
- Зимова війна, спроба Радянського Союзу захопити територію у Фінляндії наприкінці 1939 року продемонструвала кращу зимову тактику фінської армії, що стосувалася надмірної мобільності на снігу, маскування та використання рельєфу місцевості.[31]
- Битва при Балджі, німецький контрнаступ під час Другої світової війни, що розпочався 16 грудня 1944 року, був позначений сильними сніговими бурями, які ускладнювали підтримку союзних наземних військ з повітря, а також заважали німецьким військам постачати постачання до своїх передових ліній.[32] На Східному фронті під час вторгнення нацистів до радянського союзу в 1941 році під час операції «Барбаросса» російським і німецьким солдатам довелося пережити жахливі умови російської зими. У той час як у Червоній армії широко використовувалася лижна піхота, Німеччина сформувала лише одну дивізію для пересування на лижах.[31]
- Корейська війна, що тривала з 25 червня 1950 року до перемир'я 27 липня 1953 року, почалася, коли Північна Корея вторглася до Південної Кореї. Значна частина бойових дій відбувалася в зимових умовах, коли йшов сніг,[33] зокрема під час битви за водосховище Чосін, яка стала яскравим прикладом впливу холоду на військові операції, особливо на транспортні засоби та озброєння.[34]

Військові дії в снігу
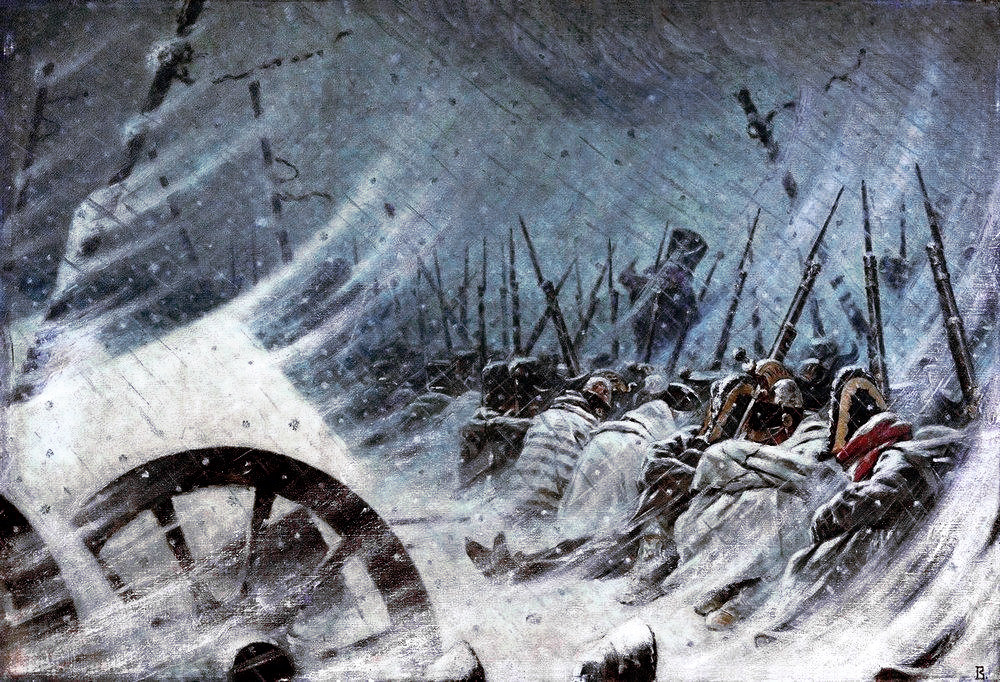
Бівак Великої армії Наполеона під час зимового відступу з Москви
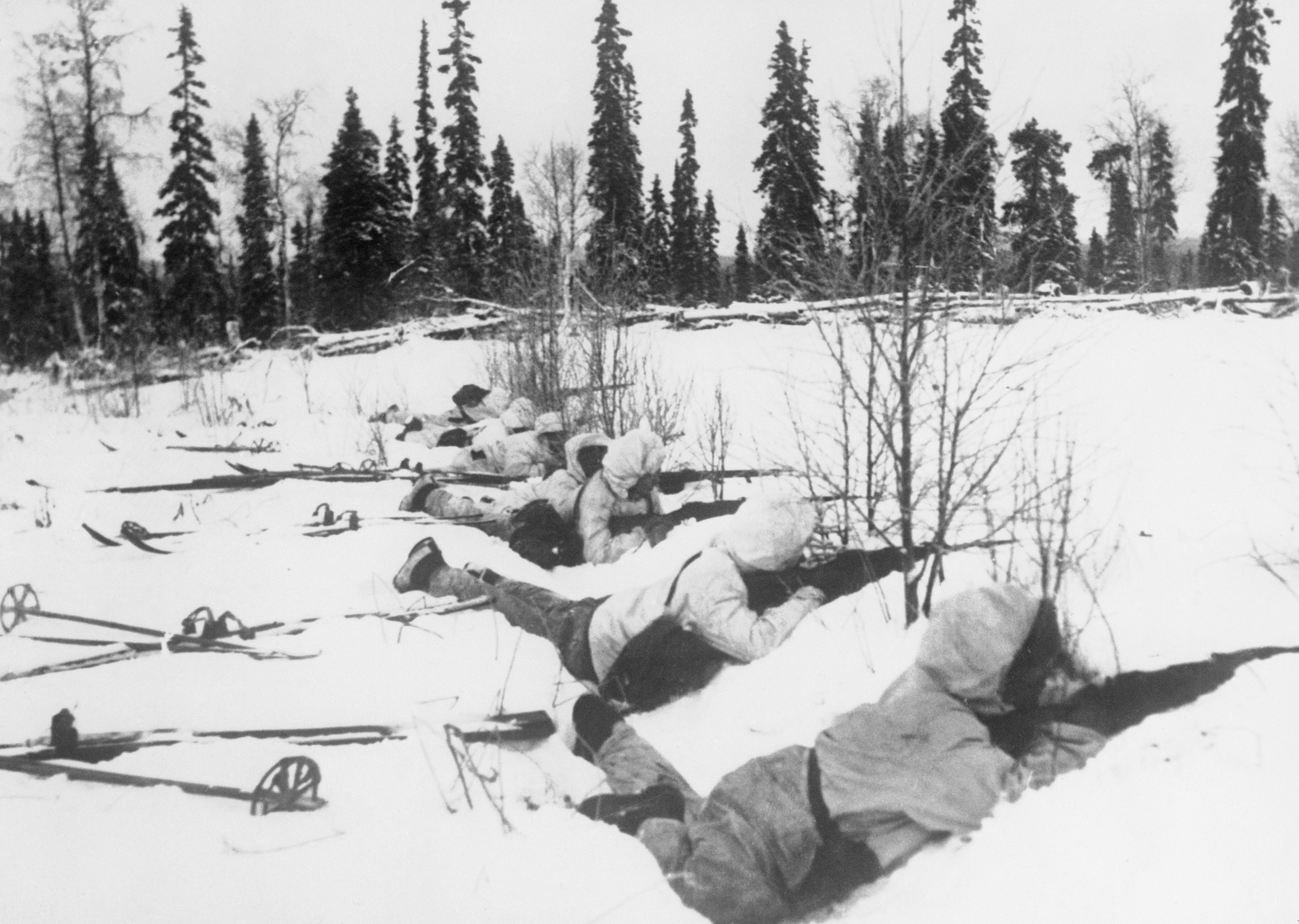
Фінські лижні війська під час вторгнення Радянського Союзу до Фінляндії
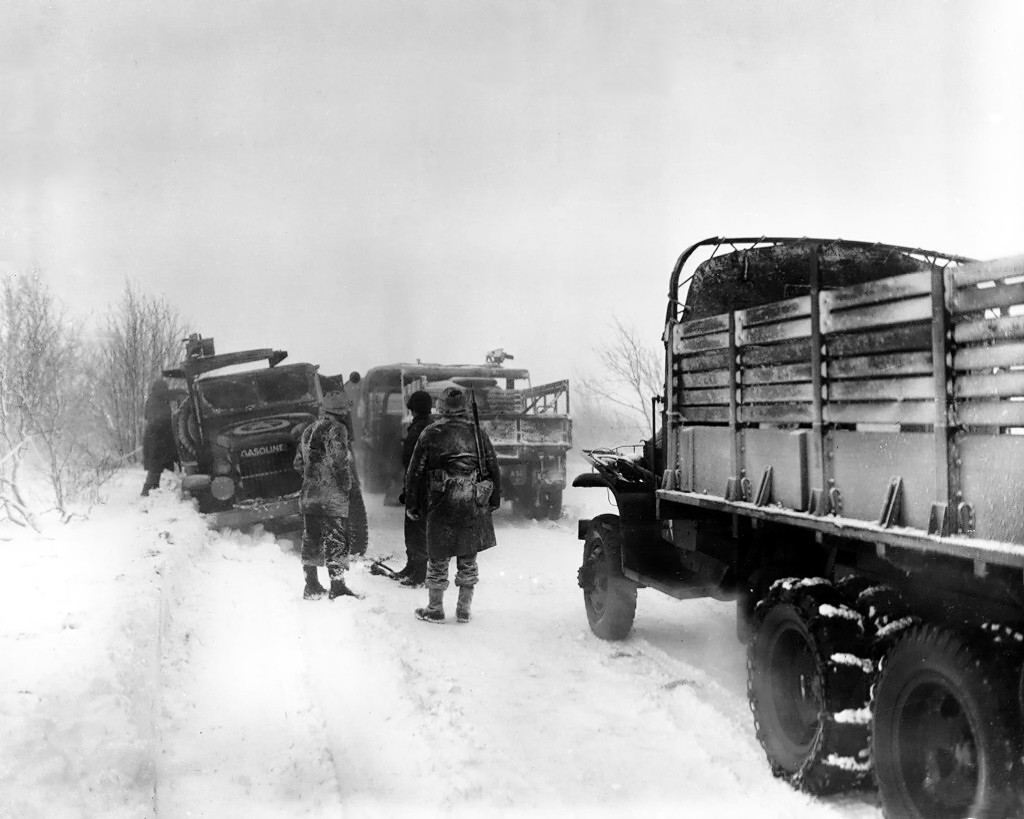
Армійська техніка засніжена під час битви на Арденнах у Другій світовій війні
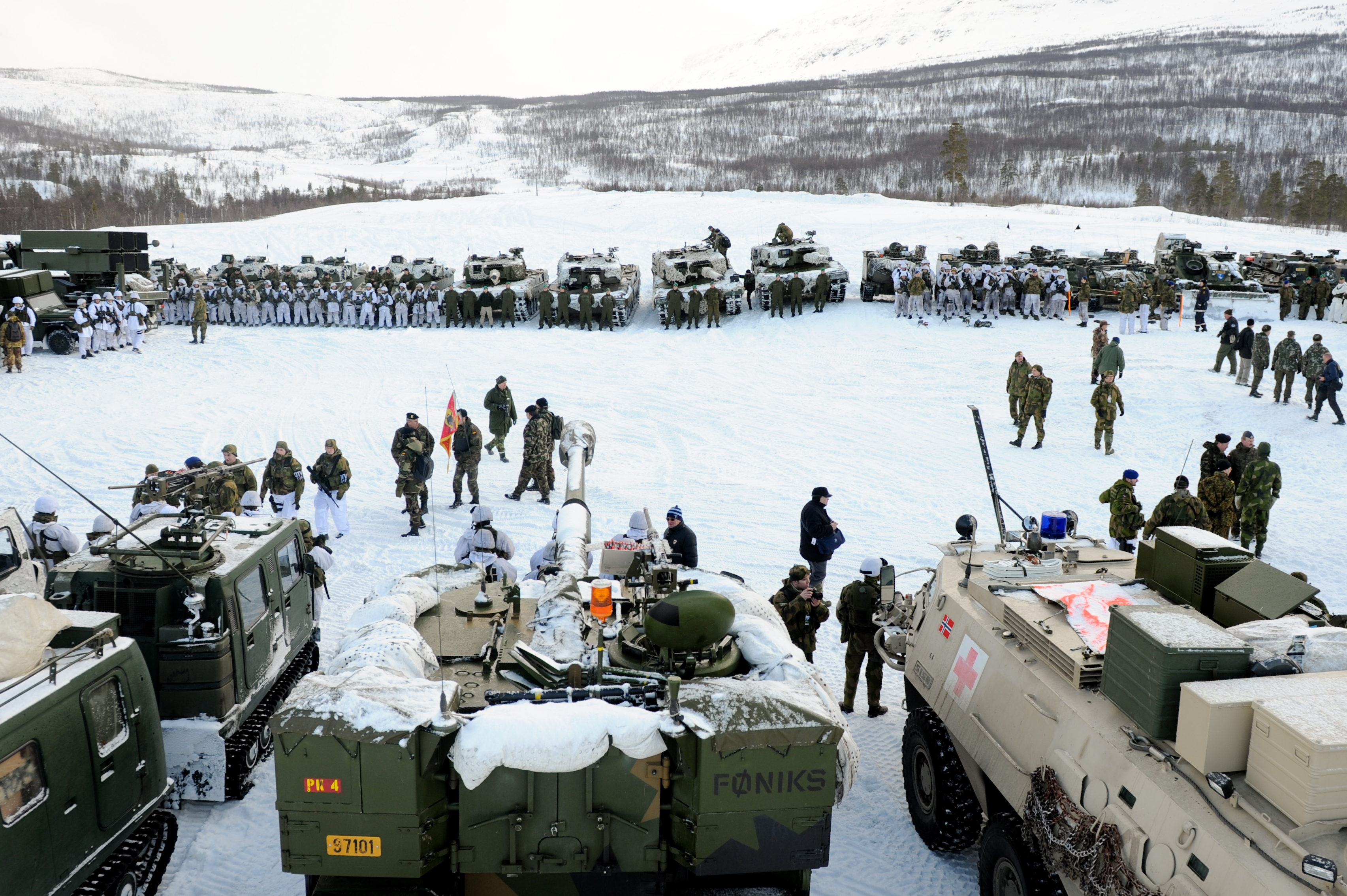
Військові приготування норвезьких військ під час навчань "Холодна відповідь" у 2009 році
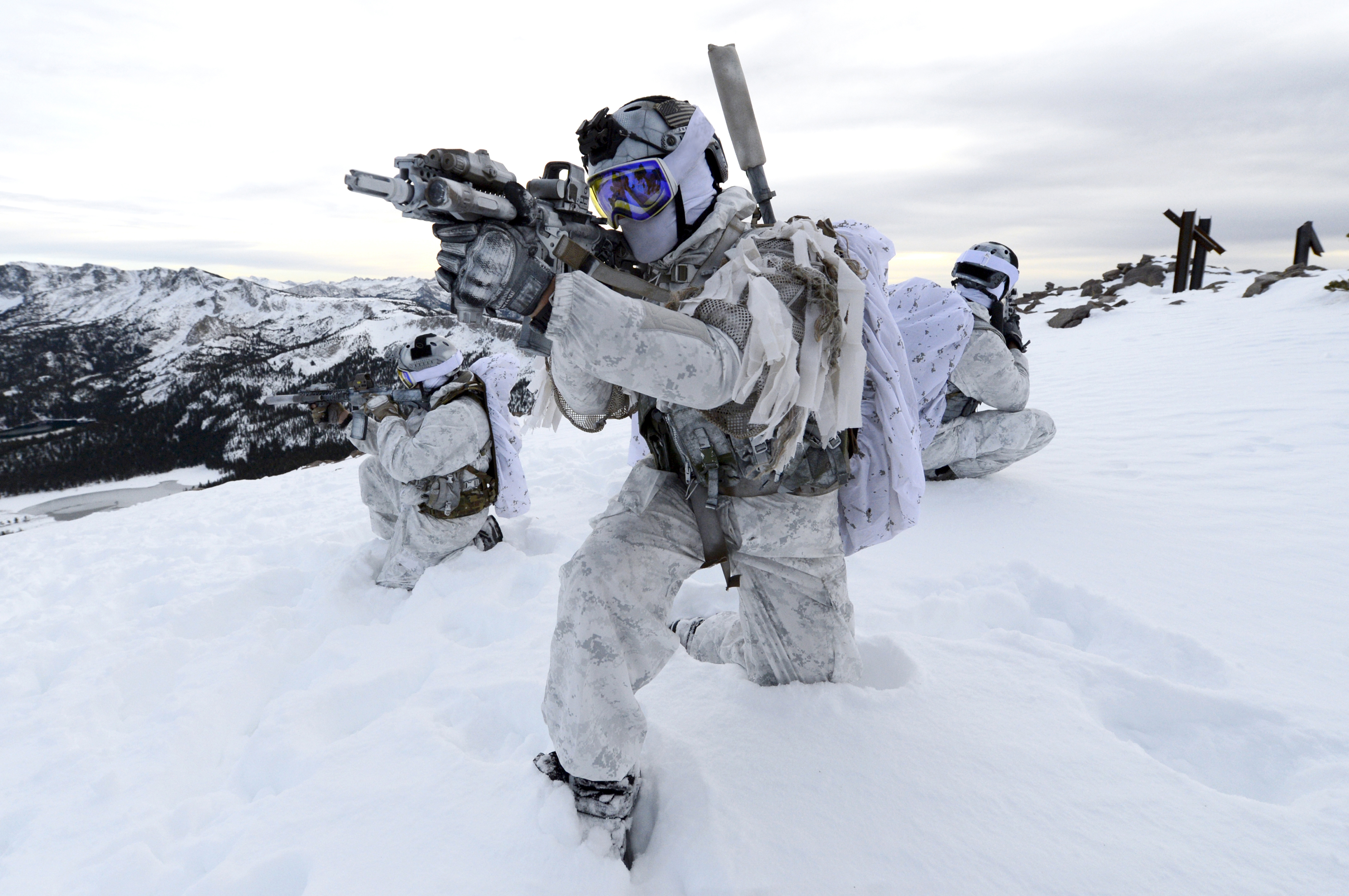
Морські котики США тренуються для ведення бойових дій взимку на Мамонтовій горі, Каліфорнія

## Сніг на інших планетах та супутниках

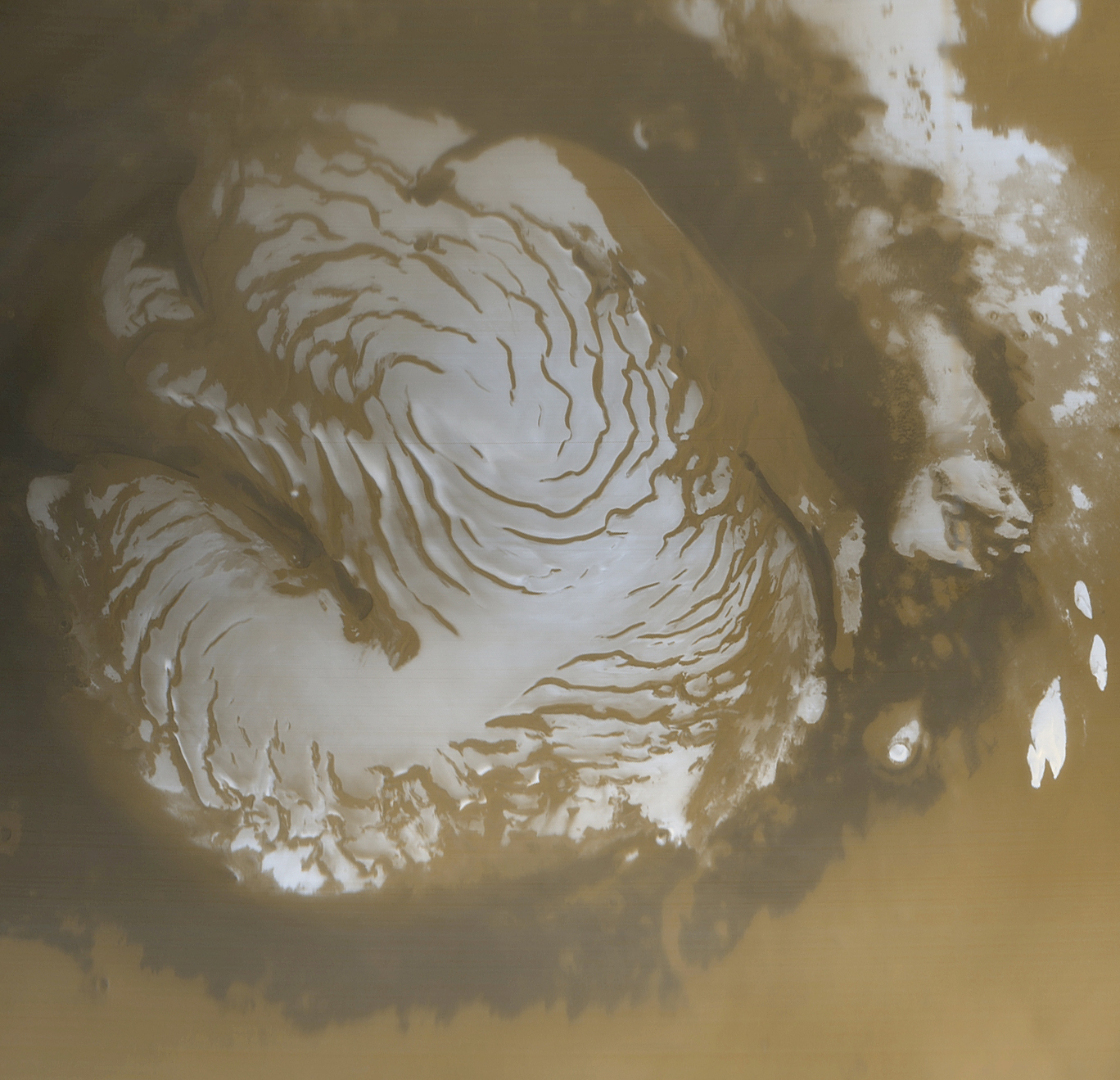
Марсіанська північна полярна шапка в 1999 році

Спостереження марсохода «Фенікс» засвідчують, що на Марсі трапляються кристали снігу на водній основі на високих широтах. Окрім звичного нам снігу на Марсі також випадає сніг з твердої вуглекислоти (крім постійних полярних шапок зі звичайного льоду, на Марсі регулярно утворюються сезонні шапки з замерзлого вуглекислого газу («сухий» лід).
Спостереження з космічного апарата «Магеллан» виявили на Венері металічну речовину, яка випадає у вигляді «венеріанського снігу» і залишає на найвищих гірських вершинах Венери речовину з високим коефіцієнтом відбиття, що нагадує земний сніг. Враховуючи високі температури на Венері, основними кандидатами на цей осад є сульфід свинцю та сульфід вісмуту(ІІІ).
На Титані, супутнику Сатурна, метан, що найчастіше випадає у вигляді дощу, в холодних областях випадає у вигляді снігу (подібно до того, як на Землі це відбувається з водою).
Тритон, супутник Нептуна, на більшій частині вкритий шаром снігу, що робить його досить яскравим (він відбиває близько 85 % світла). Сніг Тритона складається з замерзлих азоту, води, вуглекислого газу, невеликих домішок монооксиду вуглецю, метану й етану. Він має рожевий відтінок, який йому надають більш складні сполуки, що утворюються з метану й азоту під дією ультрафіолетового випромінювання та космічних променів. Товщина шару цього снігу та криги поблизу полюсів, ймовірно, сягає сотень метрів.

## Цікаві факти
- Максимальний, достовірно зафіксований, діаметр сніжинки становив 380 мм[джерело?].
- За ініціативою Міжнародної федерації лижного спорту (FIS), у третю неділю січня запроваджено проводити Всесвітній день снігу (World Snow Day)[40].
- Трактат Йоганна Кеплера «Про шестикутні сніжинки» вважають першою науковою працею в галузі кристалографії.

## Сніг у фразеологізмах
- Боятися, як торішнього снігу — зовсім не боятися.
- Було (буде, є) [стільки] користі (потіхи та т. ін.), як з (із) торішнього снігу — зовсім не було, не буде, немає користі, потіхи тощо.
- Вічний сніг — сніг, що лежить на високих горах і ніколи не розтає до кінця.
- До білого снігу — дуже довго, тривалий час.
- До глибокого снігу — до глибокої зими.
- До [першого] снігу — до початку зими.
- Зимою (взимку) снігу не дістанеш у нього (неї) — про дуже скупу людину.
- Орати носом сніг — падати обличчям у сніг.
- Побіліти, як сніг — стати дуже блідим; дуже збліднути.
- Потрібний (потрібен), як торішній сніг — зовсім непотрібний.
- Сніг куриться — сніг крутиться в повітрі.
- Як сніг на голову — зненацька, несподівано, раптово[41].